# Sønder Bjerge Sogn
Sønder Bjerge Sogn er et sogn i Slagelse-Skælskør Provsti (Roskilde Stift).
I 1800-tallet var Sønder Bjerge Sogn anneks til Ørslev Sogn. Begge sogne hørte til Vester Flakkebjerg Herred i Sorø Amt. Ørslev-Sønder Bjerge sognekommune gik inden kommunalreformen i 1970 med i forsøget på at danne en Holsteinborg Kommune, men den blev for lille. Ved selve reformen blev Ørslev-Sønder Bjerge indlemmet i Skælskør Kommune, der ved strukturreformen i 2007 indgik i Slagelse Kommune.
I Sønder Bjerge Sogn ligger Sønder Bjerge Kirke.
I sognet findes følgende autoriserede stednavne:
- Bøgelunde (bebyggelse, ejerlav)
- Fladmose (bebyggelse)
- Sønder Bjerge (bebyggelse, ejerlav)